# Sunspot
Sunspot, il cui vero nome è Roberto "Bobby" da Costa, è un personaggio dei fumetti statunitensi, creato da Chris Claremont (testi) e Bob McLeod (disegni), pubblicato da Marvel Comics. Apparso per la prima volta sulle pagine di Marvel Graphic Novel n. 4: The New Mutants (dicembre 1982), Sunspot è un mutante brasiliano che possiede l'abilità di assorbire le radiazioni solari ed incanalarle in potenti raffiche di energia. Cocciuto, idealista ed impulsivo, Roberto è considerato un ottimo amico e compagno di squadra da tutti quelli che lo hanno conosciuto.
Nel corso degli anni ha fatto parte dei Nuovi Mutanti, degli X-Men e di X-Force.

## Biografia del personaggio

### Origini
Roberto, brasiliano di Rio de Janeiro, è figlio di Nina ed Emmanuel da Costa. Il padre viene descritto come un uomo che da solo ha guadagnato la propria ricchezza. All'età di venti anni era già milionario, mentre a trenta era un'icona economica e politica. La sua relazione con Roberto era più quella tra due amici che quella fra padre e figlio. In virtù di questa, Emmanuel spinse il figlio a migliorarsi sempre più e a raggiungere i suoi limiti sia fisici che intellettuali. Grazie al supporto del padre, Roberto riuscì a diventare capitano della squadra di calcio della sua scuola e ad essere selezionato per i Giochi olimpici.
I suoi poteri si manifestarono prima del suo quattordicesimo compleanno durante una partita di calcio. Alcuni tifosi entrarono in campo e cominciarono a lottare contro i giocatori. Roberto prese parte allo scontro, e durante questo, i suoi poteri fecero la loro comparsa, trasformandolo in una creatura di solida energia nera solare. Sorpresi e terrorizzati, gli spettatori e tutti coloro che avevano preso parte allo scontro abbandonarono lo stadio. Solamente la sua fidanzata, Juliana Sandoval, rimase al suo fianco.

### Nuovi Mutanti
Un gruppo anti-mutanti capitanato da Donald Pierce ed affiliato al Club infernale, rapì Juliana e attirò Roberto in una trappola, dove fu sconfitto e catturato. In suo aiuto accorsero Karma e Psiche, e nel corso del seguente scontro, Juliana sacrificò la propria vita per evitare che Roberto fosse ucciso.
Dopo il suo salvataggio, Roberto si unì a Karma, Psiche, Wolfsbane e Sam "Cannonball" Guthrie nel junior team degli X-Men, i Nuovi Mutanti. Durante questa esperienza, Roberto e Sam divennero molto amici. Benché Xavier avesse pensato che dovessero solo essere studenti della sua scuola, i Nuovi Mutanti vissero svariate avventure e crebbero come supereroi, viaggiando in luoghi mistici come Asgard o andando in giro nel tempo, tanto nel passato quanto nel futuro.

### X-Force
Quando dal futuro giunse Cable e trasformò il team, nella prima X-Force, Sunspot ne divenne uno dei principali elementi. Durante questo periodo, fu preso in custodia da Gideon degli External, un vecchio uomo d'affari socio di suo padre, recentemente defunto. Gideon condusse esperimenti su Sunspot che gli garantirono nuovi poteri come il volo e l'abilità di sparare raffiche solari. Per un certo periodo, Roberto scomparve nel nulla per mano del mutante Locus, e comparve sulla scena il mutante Reignfire, dall'aspetto molto simile a quello di Sunspot.
Reignfire prese il controllo del Mutant Liberation Front, rapì Skids (un membro della squadra), e durante un combattimento con X-Force, gettò la maschera e rivelò di essere Sunspot. Grazie alle analisi di Cable, si riuscì poi a comprendere che Reignfire non era altro che un aspetto della personalità di Roberto emersa al tempo delle modifiche effettuate su di lui da Gideon.
Separatisi da Cable, e dopo il congelamento dei beni di Roberto da parte dei giudici, ai membri di X-Force non restò che accettare qualsiasi tipo di incarico veniva loro richiesto. In questo periodo, Roberto ebbe un breve flirt con la fidanzata di Sam, Tabitha Smith.
Durante la sua carriera in X-Force, Roberto fu avvicinato da membri del Club infernale. Gli dissero che dal momento in cui suo padre era morto, il suo posto spettava in eredità a lui. Selene, la Regina Nera, gli promise di resuscitare Juliana se avesse accettato il posto. Roberto decise di rimanere e, assunta la carica di Torre Nera, divenne servitore di Selene, che in cambio richiamò lo spirito di Juliana inserendolo nel corpo di una giovane in stato comatoso.

### X-Corporation
Senza alcuna spiegazione, la successiva apparizione di Sunspot fu in X-Treme X-Men, come capo della X-Corporation di Los Angeles, insieme ai mutanti Magma ed Empath. Quando Sebastian Shaw prese la posizione di Lord Imperiale del Club infernale, offrì la sua precedente carica di Re Nero a Roberto, che convinto dalle parole di Shaw di far diventare il Club una forza benefica e benefattrice accettò.

### Club infernale
Ferito in uno scontro con Donald Pierce, Shaw fu rimpiazzato da Sunspot alla carica di Lord Imperiale. Abbandonati gli X-Men, Sage divenne l'assistente di Roberto per fare in modo che non fosse corrotto dal potere di cui adesso disponeva. Dopo gli eventi di House of M, Sunspot conservò sia i poteri che la posizione di Lord Imperiale al Club, che utilizza per tenere sotto controllo i suoi membri.

### Vendicatori
Assieme all'amico Cannonball, entra nei Vendicatori fondati da Capitan America e Iron Man come gruppo di difesa mondiale.

### Il tempo finisce
Durante l'evento, c'è un vuoto di otto mesi, durante i quali Sunspot ha lasciato i vendicatori, ha acquistato l'A.I.M. rilevandone la totalità delle azioni in borsa, e si allea con Hyperion, Thor, Manifold e Pod. All'inizio della serie si reca da Cannonball e da sua moglie (la vendicatrice Smasher) per chiedergli di tornare sulla terra (si erano infatti trasferiti sul pianeta degli Shi'air) per mettere a punto un misterioso piano. Tornati sulla terra aprono un portale che viene attraversato da Thor e Hyperion, a cui nel frattempo si sono uniti gli ex-vendicatori Starbrand e Nightmask e gli esseri cosmici Ex-Nihilo e Abyss, per permettergli di fermare le Incursioni, (fenomeni che causano lo scontro di due terre di dimensioni alternative, e o una terra viene sacrificata, o le due dimensioni muoiono).

### La Nuovissima Marvel
Sunspot diventa il membro principale dell'A.I.M. (Advanced Idea Mechanics), ovvero i nuovi Vendicatori, visti però con sospetto dal governo statunitense che sospetta ancora delle reali intenzioni degli ex scienziati criminali. Fa squadra con Wiccan, Hulkling, Tigre bianca, Power Man, Songbird, Squirrel Girl e il suo scoiattolo Tippy Toe e si scontrano ben presto con il Creatore, il Reed Richards dell'Universo Ultimate, che ha creato una versione distorta della squadra di Da Costa ribattezzandola Rivendicatori.
Quando poi i nuovi Vendicatori decidono di salvare dallo S.H.I.E.L.D. Rick Jones, ora divenuto l'hacker noto come Sussurratore, loro e l'A.I.M. diventano fuorilegge agli occhi del Governo degli Stati Uniti e sono costretti a lasciare la loro base e a fuggire nella Terra Selvaggia, dove a loro si unisce anche Cannonball; gli unici membri della squadra a rimanere sono Wiccan, Hulkling e Squirrel Girl, che al momento di prendere una decisione avevano votato contro l'intervento a favore di Rick Jones e per questo erano stati allontanati da Da Costa stesso affinché non diventassero anche loro dei fuorilegge.

## Poteri e abilità
Sunspot è un mutante le cui cellule hanno la capacità di assorbire l'energia solare e di riconvertila per vari usi. Riesce a modificare le proprie cellule in modo da diventare completamente opaco, così da assorbire una maggior quantità di energia, in questa forma, solo i suoi occhi riescono a distinguersi dal resto del suo corpo. Nella sua "forma solare" Sunspot è dotato da una superforza, tuttavia rimane vulnerabile a qualsiasi tipo di danno esterno. Dopo gli esperimenti condotti su di lui da Gideon, Roberto è in grado di accumulare energia solare e convertirla in raggi concussivi. Reindirizzando l'energia assorbita è anche in grado di volare. Fra le sue normali abilità Roberto possiede tutte le caratteristiche di un buon businessman, capo di una compagnia multimilionaria internazionale. Inoltre è anche un eccellente atleta olimpico, ed un esperto nell'arte del combattimento.

## Altre versioni

### Ultimate
Sunspot è un vigilante mutante di Harlem in questa continuity. Al tempo del massacro dei mutanti da parte di Sinistro, accusò gli Ultimate X-Men di essere intervenuti troppo tardi ad aiutare i mutanti di "seconda categoria" e di vivere in una torre d'avorio credendosi migliori di qualunque altro mutante. Si unì all'Academy of Tomorrow di Emma Frost, dove fu coinvolto nel salvataggio di Polaris, quando questa fu imprigionata dopo aver involontariamente ucciso alcune persone. Insieme a Northstar, Cannonball e Havok combatté contro gli X-Men e fu sconfitto.

## Altri media

### Cinema
Nella serie di film X-Men, Sunspot è interpretato da Adan Canto e Henry Zaga. Compare in:
- X-Men - Giorni di un futuro passato (2014)
- The New Mutants (2020)

### Televisione
Sunspot appare in:
- X-Men: Evolution
- X-Men '97

### Videogiochi
Sunspot appare in:
- Marvel Heroes
- Marvel: Sfida dei Campioni
- Marvel Strike Force